# Therasia
Therasia también conocida como Thirasia (en griego: Θηρασία), es una isla del grupo volcánico de Santorini en las Cícladas griegas. Se encuentra al noroeste de Nea Kameni, una pequeña isla formada en los últimos siglos por la actividad volcánica, por lo que marca el centro del archipiélago. Therasia es la segunda isla más grande del grupo, la más grande, por mucho, es Thera.
Therasia tiene una superficie de 9,299 km² y su población era de 268 habitantes según el censo de 2001. Es parte de la comunidad de Oia (Κοινότητα Οίας).
Thera y Therasia fueron separados por una erupción del Thera.
Thirasia es la misma del libro del poeta griego Dimitris Varos que se convirtió en un álbum de música y representación teatral por el compositor griego Yannis Markopoulos bajo el título Daring Communication - Electric Theseus.

## Geografía
Therasia tiene una longitud de 5,7 km, una anchura de 2,7 km y un área de 9,3 kilómetros cuadrados, lo que la hace la segunda isla más grande del archipiélago. El pico más alto es la montaña Viglós con 295 m. En la costa este las rocas caen abruptamente en el mar, en la costa oeste es plana y expansiva. Tiene una estructura geológica casi igual que las otras de su grupo.